# Palác Pachtů z Rájova (Anenské náměstí)
Palác Pachtů z Rájova na Anenském náměstí v Praze na Starém Městě je rokokový objekt s nádvořím. Je součástí palácového komplexu, který zahrnuje budovy čp. 208 a 252 a jsou mu přiřazeny adresy Anenské náměstí 208/4, Stříbrná 208/1, Náprstkova 208/1, Na zábradlí 208/2, Karoliny Světlé 208/34, Anenské náměstí 252/4, Náprstkova 252/3, Stříbrná 252/1. Areál je chráněn jako kulturní památka České republiky.

## Historie paláce

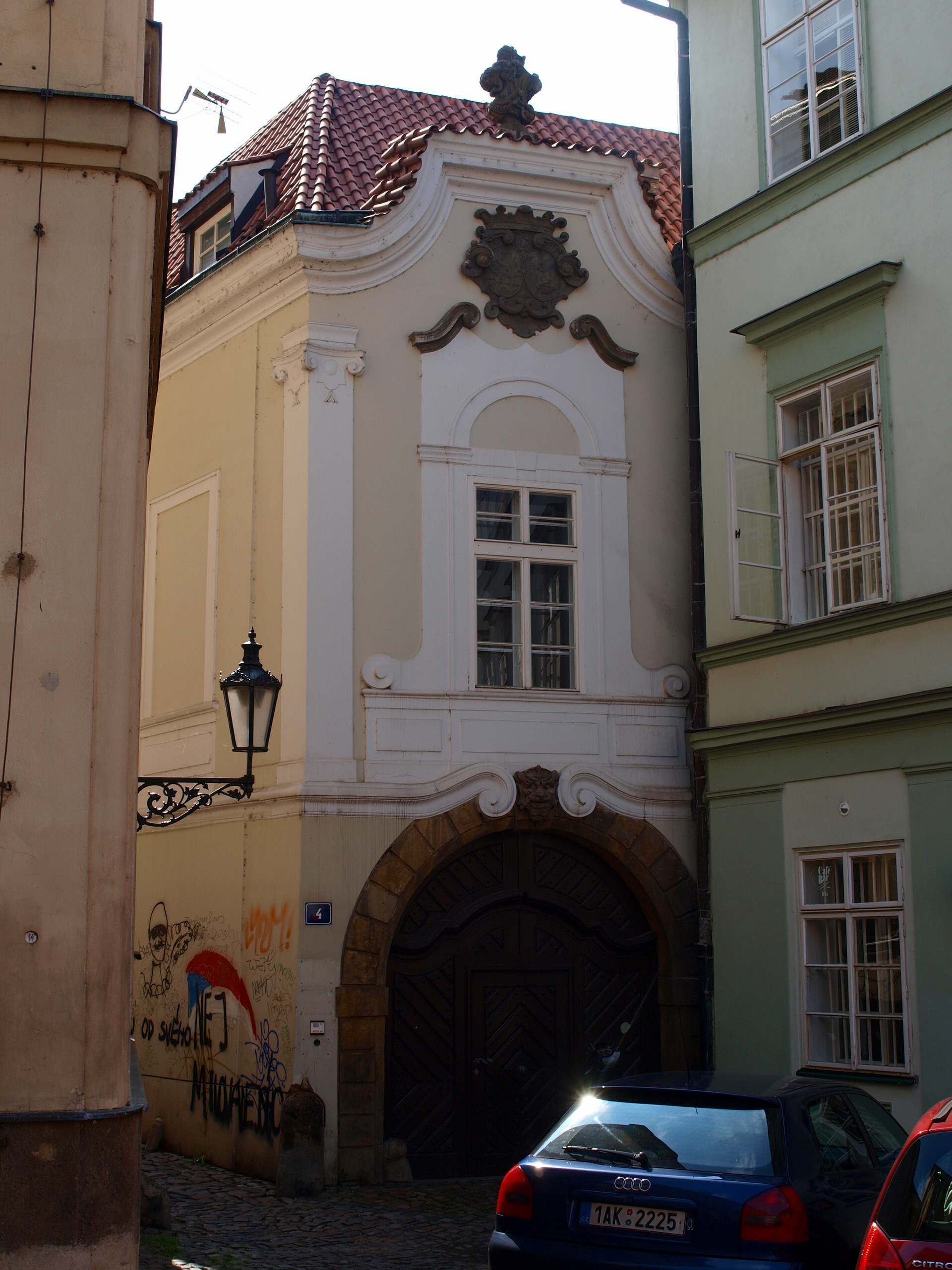
Portál paláce na Anenském náměstí

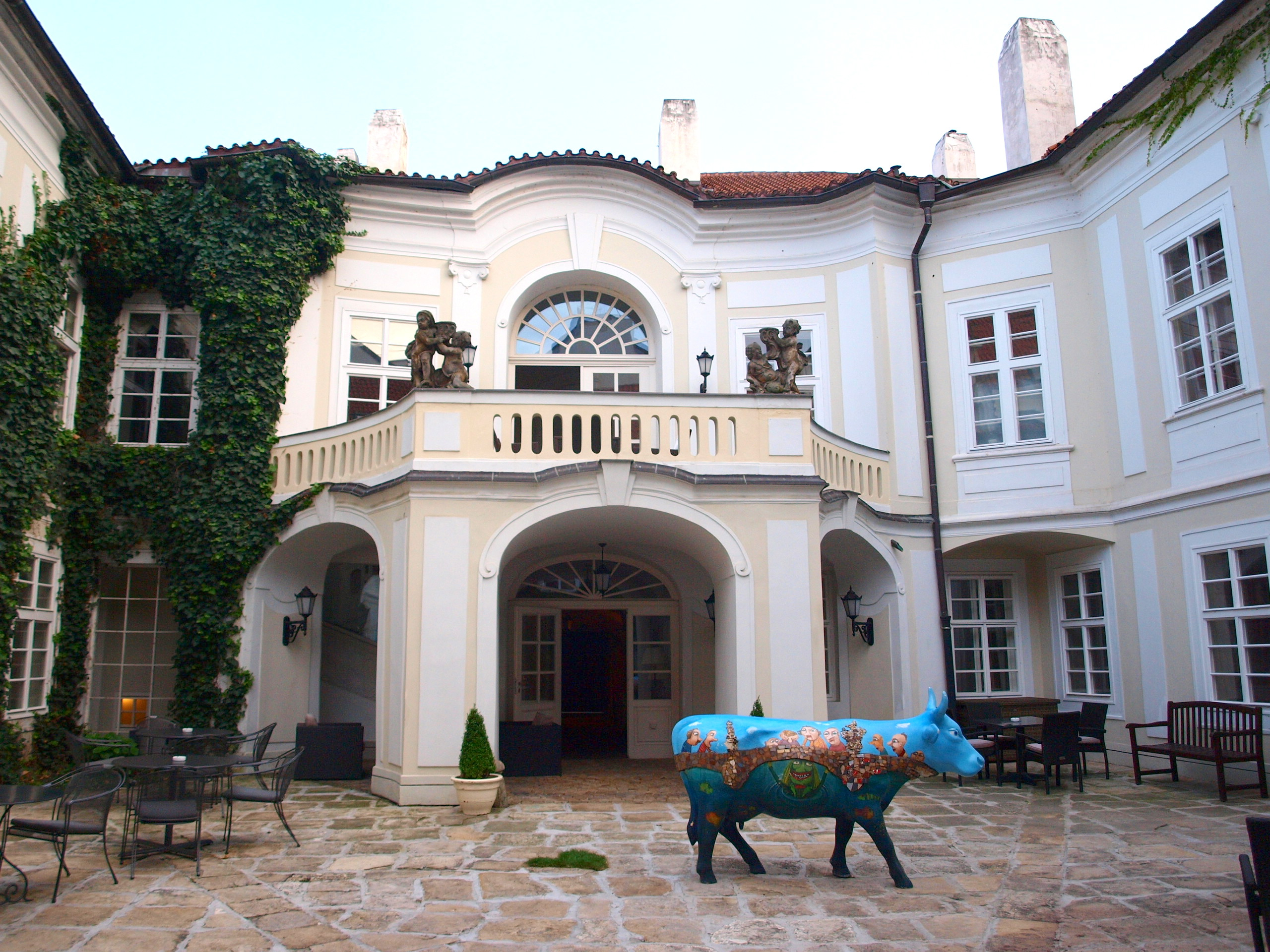
Vnitřní nádvoří Pachtovského paláce

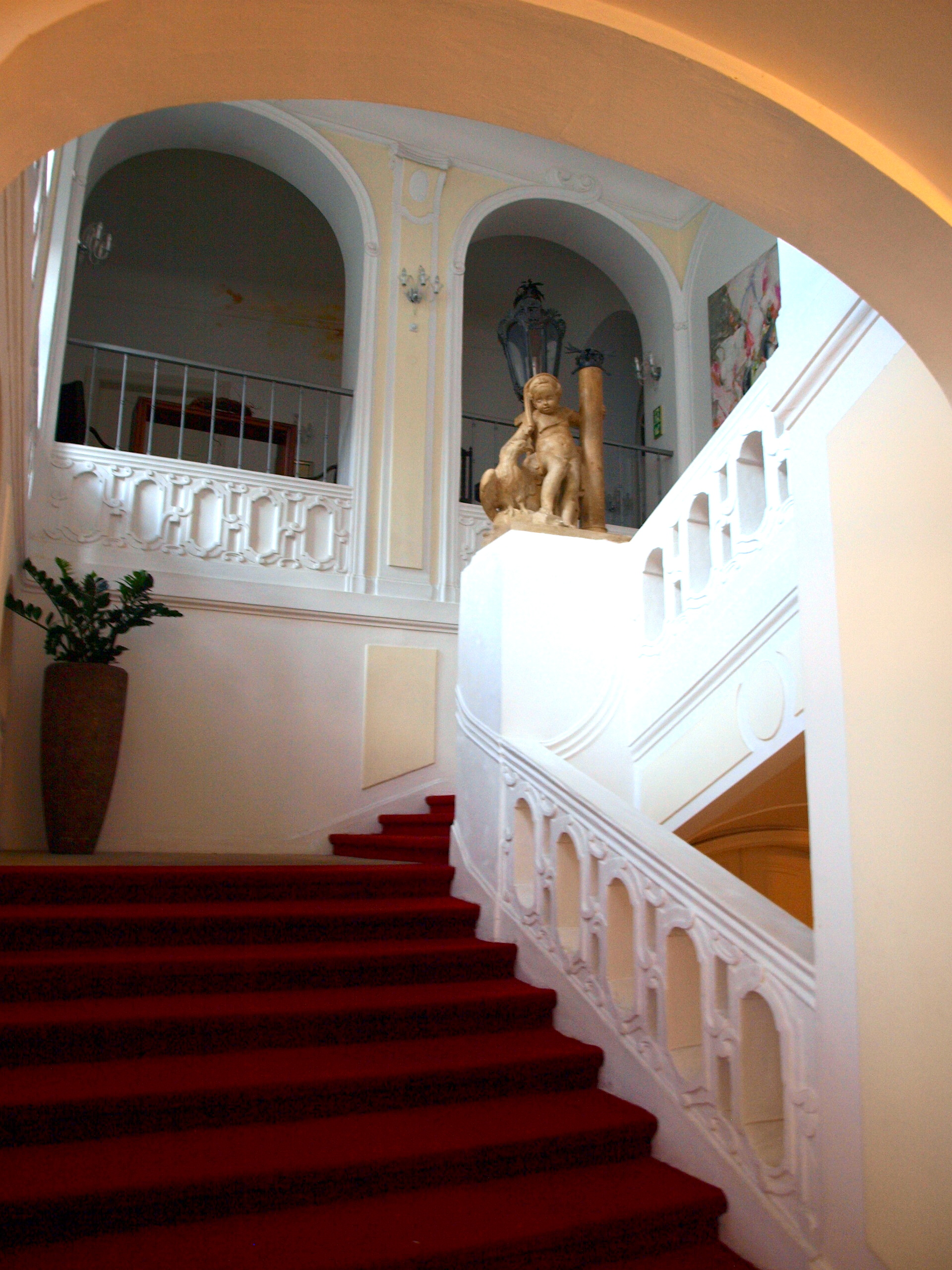
Schodiště uvnitř paláce

V místě dnešního paláce stávalo pět středověkých domů. Ty po roce 1647 postupně skoupil Daniel Norbert Pachta z Rájova a roku 1770 je Hubert Karel Pachta z Rájova spojil v jeden celek. Autorem čtyřkřídlé jednopatrové stavby v rokokovém slohu s nádvořím je Jan Josef Wirch (v některých starších pramenech byl uváděn též architekt Josef Jäger).
Pachtův palác byl v době působení velikého milovníka hudby a mecenáše hraběte Jana Josefa Pachty z Rájova místem, kde se setkávaly významné hudební osobnosti a konaly se zde hudební koncerty. Hrabě Pachta měl svou vlastní kapelu. Mezi nejslavnější hosty patřili hudební skladatelé Josef Mysliveček, ale také Wolfgang Amadeus Mozart s manželkou Konstancí. Během jednoho ze svých pobytů v paláci byl Mozart hrabětem na několik hodin symbolicky „uvězněn“ ve svém pokoji, neboť mu skladatel dříve opakovně přislíbil zkomponovat několik tanců. Mozart, zanechán v místnosti jen s inkoustem a několika listy papíru, zde složil svých 6 německých tanců (KV 509), kterými se vykoupil. Při svých víceméně pravidelných návštěvách Prahy Mozart často pobýval ve svém oblíbeném pokoji v tomto paláci.
V paláci později pobývali též skladatelé Ludwig van Beethoven či Richard Wagner.
Na začátku dvacátého století byl Pachtův palác v ohrožení, pro špatný stav měl být dům zbořen. Díky snaze Klubu Za starou Prahu se ho ale na konec podařilo zachránit. Je v soukromém vlastnictví a slouží spolu s navazující klasicistní přístavbou (tzv. Nový Pachtovský palác) jako hotel.

## Popis budovy
Architekt paláce neobvykle zdůraznil více vzhled nádvoří (členění fasády, sloupový portikus, vstup na balkon, plastická výzdoba od Ignáce Platzera) než vnější průčelí, které je bez zdobných detailů a jehož část je skryta za přilehlými domy (za budovou divadla Na zábradlí, které zde sídlí od roku 1958, a za klasicistní přístavbou). Hraběcí rod Pachtů z Rájova připomínají erby nad vstupním portálem z Anenského náměstí.  V západní stěně nádvoří paláce je malá kašna se lvím maskaronem. Na průjezd pod balkonem navazuje v interiéru monumentální dvoukřídlé schodiště.
Původní palácová zahrada sahala od paláce až k Vltavě, avšak roku 1836 byla zastavěna budovou Nového Pachtovského paláce, postaveného podle návrhu architekta Jana Maxmiliána Hegera. V dolním patře nového paláce bývala Slovanská kavárna, kde se setkávali čeští vlastenci.